# Бред Гузан
Бред Гузан (англ. Brad Guzan, нар. 9 вересня 1984, Евергрін-Парк, Іллінойс) — американський футболіст, воротар клубу «Атланта Юнайтед» та національної збірної США.
У складі збірної — володар Золотого кубка КОНКАКАФ.

## Клубна кар'єра
У дорослому футболі дебютував 2003 року виступами за команду «Чикаго Файр Прем'єр» (фарм-клубу «Чикаго Файр»), в якій провів один сезон, взявши участь у 13 матчах чемпіонату.
Протягом 2005—2008 років захищав кольори команди клубу «Чівас США».
Своєю грою за останню команду привернув увагу представників тренерського штабу клубу «Астон Вілла», до складу якого приєднався 2008 року. Протягом наступних двох років перебував у резерві команди з Бірмінгема. Першу половину 2011 року провів в оренді у складі «Галл Сіті».
Повернувшись з оренди влітку 2011 року поступово почав виходити на поле у стартовому складі «Астон Вілли». Починаючи з сезону 2012/13 остаточно виборов боротьбу за місце основного голкіпера команди у досвідченого ірландця Шея Гівена.

## Виступи за збірну
2006 року дебютував в офіційних матчах у складі національної збірної США. Наразі провів у формі головної команди країни 60 матчів.
У складі збірної був учасником розіграшу Золотого кубка КОНКАКАФ 2007 року, здобувши того року титул континентального чемпіона; розіграшу Кубка Америки 2007 року, що проходив у Венесуелі, розіграшу Кубка конфедерацій 2009 року, на якому разом з командою здобув «срібло», а також чемпіонату світу 2010 року у ПАР.

## Титули і досягнення
- Володар Золотого кубка КОНКАКАФ (3):

2007, 2017, 2021